# Młodzik (powieść)
Młodzik, Młokos (ros. Подросток) – powieść Fiodora Dostojewskiego, po raz pierwszy opublikowana w czasopiśmie Otiecziestwiennyje zapiski w 1875. Dostojewski pisał ją od lutego 1874 do listopada 1875.

## Tematyka
W powieści pisarz porusza problem ojców i dzieci, rozpatrując go we wzajemnych relacjach głównego bohatera, Młodzika – Arkadiusza Makarowicza Dołgorukiego i jego ojca Andrieja Pietrowicza Wiersiłowa. Z pomocą Młodzika autor pokazuje, jak przez chciwość, żądzę zysku i rozpustę formuje się osobowość głównego bohatera. Pisarz przeciwstawia szlachcica Wiersiłowa, ojca Młodzika, i jego poddanego Makara Dołgorukiego – formalnego ojca. Drugi dla autora staje się symbolem zrozumienia ludowej prawdy i moralnej przyzwoitości, jednej z podstawowych idei powieści.

## Treść
Arkadiusz Dołgoruki ma dziewiętnaście lat. Autor nazywa go Młodzikiem. Tak przyjmują go wszyscy bohaterowie powieści. W szkicach do powieści Arkadiusz mówi: Wszyscy uważają mnie za młodzika. On przeciwstawia się temu: Jaki ze mnie młodzik! Czy rośnie się jeszcze w wieku dziewiętnastu lat? i jednocześnie apeluje do godności młodości bezbronnego młodzika. Arkadiusz znajduje się w okolicznościach, które czynią problem wyboru możliwym i nieuniknionym. Możliwość zawiera się w jego młodości, nieukończeniu procesu kształtowania osobowości. Nieuniknioność zawiera się w tym stanie już zaczętego rozpadu jego osobowości, moralnego i psychicznego, który zauważa krytyczna strona poznania samego bohatera. Nieuniknioność jest i w autorskiej decyzji.
Dziewiętnastoletni wiek Arkadiusza w okresie opisywanych przez niego zdarzeń jest podkreślany przez Dostojewskiego już w pierwszych notatkach do powieści. Naturalnie przy tym, że używa pojęcia młodzik dla dziewiętnastoletniego bohatera, autor zauważa niedostosowanie jego wieku i tradycyjnego tłumaczenia górnych granic określenia młodzik. Nazwałbym go młodzikiem, jeśli nie skończyłby 19 lat.Zastrzegając sobie prawo nazywać bohatera młodzikiem, Dostojewski kontynuuje: Naprawdę, czy rośnie się po ukończeniu 19 lat?, i jakby dyskutując ze swoim bohaterem, odpowiada: Jeśli nie fizycznie, to moralnie. Charakterystyczna jest i kolejna obserwacja Dostojewskiego: To, co że go tak łatwo wezwali, wysławszy mu pieniądze z Moskwy, wyjaśnić można jego 19 latami: nie ma po co robić ceregieli, i nie warto dyskutować.

## Ekranizacja
Na podstawie powieści w 1983 powstał film telewizyjny Młodzik w reżyserii J.I. Taszkowa.